# 刘继曾
刘继曾（1896年—1975年12月22日），原名曾贯之，曾用名曾通儒。四川金堂人。中华人民共和国政治人物。

## 生平

### 民国时期
刘继曾早年幼读私塾，后入金堂高等小学堂、成都联合县立中学堂学习。1920年，考入唐山交通大学。1924年春，加入社会主义青年团，并组织了交通大学学生声援开滦煤矿大罢工，遭当局通缉。9月，经中共地下党安排，赴苏联莫斯科东方大学学习。1925年9月，经刘伯坚介绍在苏联加入中国共产党，同年底被共产国际委派为翻译随苏联军事顾问团回国，到河南、张家口等地协助从事兵运。1926年9月17日，参加冯玉祥五原誓师，应于右任邀请，经宁夏随国民军联军入陕作战，刘等随吉鸿昌旅参加解西安城围的战斗。西安城解围后，刘除做翻译工作外，还负责顾问团与中共地方组织的联系。其间，参加中共陕西省委的筹建工作，并在西安中山军事学校和中山学院讲授政治理论课和军事知识课，在中共陕甘区委党校兼教政治经济学课程。
1927年7月，苏联军事顾问团回国，刘继曾留陕西省委工作。在9月26日召开的中共陕西省委第一次扩大会议上被选为省委常委，任秘书处主任。1928年3月22日，省委决定举行渭华起义，成立中共陕东特派委员会，刘继曾担任书记。4月1日，刘继曾在华县高塘镇药王洞主持召开陕东特委成立大会，会后到洛南三要镇许权中旅贯彻省委和特委指示，准备武装起义。4月下旬，特委组织陕东赤卫队。5月16日清晨，许旅在刘志丹和唐澍的率领下在华县瓜坡镇宣布起义。5月18日，根据省委决定，成立以许旅为基干的西北工农革命军，刘志丹任军委主席，唐澍任总司令，刘继曾任政委。此后，各区乡苏维埃政权纷纷建立，形成了以塔山、高塘为中心的区域。7月上旬，刘继曾从西安往洛南西北工农革命军驻地，将部队集中于蓝田县张家坪休整，与刘志丹等总结失败教训，决定保存革命武装。之后刘志丹、谢子长去陕北开展斗争，刘兼任军委主席同许权中一起随部队行动。1928年8月，部队经商洛进入河南。8月下旬在河南邓县遭红枪会包围，队伍被打散，刘回西安任中共陕西省委委员。
1929年2月初，刘继曾被出卖、遭到军警逮捕。在狱中，刘继曾与李子洲等组织了中共支部进行斗争。1930年11月，他乘杨虎城部入陕、冯玉祥部败退监狱无人看管之际，逃出监狱。出狱后，刘继曾到中共河北省委工作，1931年3月在天津法租界再次被捕，经中共河北省委营救于当年8月获释。出狱后，任中共河北省委北平特科秘书。1932年3月起，刘先后在凤翔省立二中、西安师范学校任教。1933年4月，他到察哈尔民众抗日同盟军做秘书工作，10月同盟军失败后刘继曾奉命到上海从事秘密工作，不久与中共地下党失去联系。
西安事变爆发后，刘继曾从上海回到陕西，到三原中学以教师职业为掩护开展工作。1940年，刘继曾到国民革命军第三十八军办事处工作，1942年办事处裁撤后，先后在菊林中学、三原县中、三原中学、耀县中山中学、临潼省立泾惠农职学校以教师职业为掩护，从事地下工作。其间又与中共组织失去联系，至1945年冬才与中共关中地委取得联系。1949年春，刘继曾奉派到中共临潼县委工作，任干训主任。5月，解放军攻占临潼后，被任命为华清中学副校长。11月，调回西安，筹备成立中苏友好协会西安分会，任副秘书长。

### 共和国时期
1952年，刘继曾调兰州西北民族学院工作。1958年，调任宁夏师范学院副院长，负责建立宁夏师范学院，1962年任中共宁夏大学委员会副书记、副校长。1964年9月，当选为第二届宁夏回族自治区政协副主席。文化大革命期间，刘继曾受到迫害，1975年12月22日病逝。